# Paul Reed
Paul Reed (Orlando, Florida, 14 de junio de 1999) es un baloncestista estadounidense que pertenece a la plantilla de los Detroit Pistons de la NBA. Con 2,06 metros de estatura, juega en la posición de ala-pívot.

## Carrera

### Instituto
Reed creció en Orlando y fue al Wekiva High School. En su último año, promedió 18,2 puntos y 11,4 rebotes, siendo nombrado el jugador del año de Central Florida y llevando a los Mustangs hasta la final del campeonato estatal. Eligió jugar al baloncesto universitario para DePaul teniendo ofertas de Clemson, Kansas State, Rutgers y Murray State.

### Universidad
En su primer año, promedió 3,6 puntos y 3,1 rebotes en 28 partidos saliendo desde el banquillo. Vio incrementado su tiempo de juego en la parte final de la temporada, promediando, promediando 5,6 puntos y 4,6 rebotes en los últimos 14 partidos. En su segundo año, promedió 12,3 puntos y fue el máximo reboteador de la Big East con 8,5 rechaces capturados por partido. Esto le valió para ser nombrado como el 'Jugador más mejorado' de dicha conferencia. En el College Basketball Invitational 2019 Reed promedió 18,3 puntos, 10,3 rebotes, 2,7 tapones y 2,2 robos, ayudando a su equipo a llegar a la final donde caerían 2-1 frente a South Florida.
En su tercera temporada, Reed consiguió diez dobles-dobles en los primeros 13 partidos. Anotó 23 puntos (8/9 en tiros) y 9 rebotes en la sorprendente victoria ante Butler Bulldogs en 18 de enero. En febrero y marzo se perdió varios partidos por una lesión en la cadera. Al finalizar la temporada, Reed fue incluido en el segundo mejor quinteto de la Big East Conference, promediando 15,1 puntos, 10,7 rebotes, 2,6 tapones y 1,9 robos. Acabó la temporada con 18 dobles-dobles y se declaró elegible para el Draft de la NBA de 2020.

#### Estadísticas
| Año     | Equipo | PJ | PT | MPP  | %TC  | %3P  | %TL  | RPP  | APP | ROB | TPP | PPP  |
| ------- | ------ | -- | -- | ---- | ---- | ---- | ---- | ---- | --- | --- | --- | ---- |
| 2017-18 | DePaul | 28 | 1  | 9.9  | .518 | .214 | .579 | 3.1  | .4  | .5  | .5  | 3.6  |
| 2018-19 | DePaul | 36 | 28 | 26.9 | .562 | .405 | .770 | 8.5  | .9  | 1.1 | 1.5 | 12.3 |
| 2019-20 | DePaul | 29 | 29 | 31.7 | .516 | .308 | .738 | 10.7 | 1.6 | 1.9 | 2.6 | 15.1 |
| Total   | Total  | 93 | 58 | 23.2 | .535 | .330 | .739 | 7.5  | 1.0 | 1.2 | 1.5 | 10.6 |

### Profesional
Reed fue elegido en la segunda ronda con la elección número 58 por los Philadelphia 76ers. El 3 de diciembre, firma un contrato dual que le permite alternar entre los Sixers y su equipo afiliado de la G League, los Blue Coats de Delaware. Fue elegido MVP de la G League y Rookie del Año, tras promediar 22,3 puntos y 11,9 rebotes por partido. El 26 de marzo de 2021 pasa a formar parte de la plantilla de los Sixers de forma permanente, disputando 26 encuentros esa temporada.
En su segundo año en Philadelphia, disputa 38 encuentros con el primer equipo, llegando a anotar 25 puntos ante Detroit Pistons el 10 de abril de 2022.
El 8 de julio de 2023, recibe una oferta por tres temporadas y $23 millones de Utah Jazz, pero al día siguiente los 76ers igualan la oferta y se queda finalmente en Filadelfia.
El 6 de julio de 2024 es despedido por los Sixers, y cuatro días después es reclamado por Detroit Pistons.

## Estadísticas de su carrera en la NBA

### Temporada regular
| Año     | Equipo       | PJ  | PT | MPP  | %TC  | %3P  | %TL  | RPP | APP | ROB | TPP | PPP |
| ------- | ------------ | --- | -- | ---- | ---- | ---- | ---- | --- | --- | --- | --- | --- |
| 2020-21 | Philadelphia | 26  | 0  | 6.8  | .538 | .000 | .500 | 2.3 | .5  | .4  | .5  | 3.4 |
| 2021-22 | Philadelphia | 38  | 2  | 7.9  | .563 | .250 | .429 | 2.4 | .4  | .9  | .4  | 3.1 |
| 2022-23 | Philadelphia | 69  | 2  | 10.9 | .593 | .167 | .745 | 3.8 | .4  | .7  | .7  | 4.2 |
| 2023-24 | Philadelphia | 82  | 24 | 19.4 | .540 | .368 | .718 | 6.0 | 1.3 | .8  | 1.0 | 7.3 |
| 2024-25 | Detroit      | 45  | 0  | 9.7  | .507 | .286 | .762 | 2.7 | 1.0 | .9  | .6  | 4.1 |
| Total   | Total        | 260 | 28 | 12.5 | .548 | .305 | .705 | 3.9 | .8  | .8  | .7  | 4.9 |

### Playoffs
| Año   | Equipo       | PJ | PT | MPP  | %TC  | %3P  | %TL   | RPP | APP | ROB | TPP | PPP |
| ----- | ------------ | -- | -- | ---- | ---- | ---- | ----- | --- | --- | --- | --- | --- |
| 2021  | Philadelphia | 3  | 0  | 3.7  | .500 | —    | —     | 2.7 | .0  | .0  | .3  | 1.3 |
| 2022  | Philadelphia | 12 | 0  | 11.6 | .528 | .667 | .571  | 3.8 | .8  | .8  | .5  | 3.7 |
| 2023  | Philadelphia | 11 | 2  | 14.3 | .579 | —    | 1.000 | 5.5 | .6  | .5  | .4  | 4.6 |
| 2024  | Philadelphia | 6  | 0  | 7.2  | .444 | —    | .500  | 2.7 | .3  | .2  | .5  | 1.5 |
| 2025  | Detroit      | 5  | 0  | 10.6 | .625 | —    | .667  | 3.0 | .2  | 1.0 | .6  | 2.8 |
| Total | Total        | 37 | 2  | 10.9 | .547 | .667 | .727  | 3.9 | .5  | .6  | .5  | 3.3 |

## Vida personal
El padre de Paul, jugó al baloncesto universitario en Old Dominion y en UCF, para luego jugar profesionalmente en Europa. 
Paul tiene cuatro hermanas.